# Franklin (Nebraska)
Franklin település az Amerikai Egyesült Államok Nebraska államában, Franklin megyében, melynek megyeszékhelye is. Lakosainak száma 941 fő (2020. április 1.).

## Népesség
A település népességének változása:

| 2010 | 1 000 |
| 2020 | 941   |